# شيح أسمر
شيح أَسْمَر (Artemisia atrata): نوع من أنواع الشّيح، وهو نبات برّي، ومنه زراعي مُعمَّر، يرغبُ في المواقع الجبليَّة. يعلو عن الأرض نحو 20 سم. أوراقه ثُنائيَّة الانقسام، خضراء اللون، عادِمة العَرف. ازهرارُه عُنقوديّ التَّجميع، رؤيساته الزهريَّة كرويَّة الشَّكل، مُتدلِّيَة، قناباتها زبّاء البشرة، سُمْر الحتار. ازهراره يستمرّ من شهر تمّوز حتّى آب.